# Transduction (Simondon)
Pour les articles homonymes, voir transduction.
 (septembre 2013).
Sa qualité peut être largement améliorée en utilisant un vocabulaire plus directement compréhensible.
Transduction est un terme utilisé par Gilbert Simondon (1924-1989) pour désigner l'opération de prise de forme expliquant la genèse de l'individu sur fond de réalité pré-individuelle. La transduction désigne l'opération par laquelle deux ou plusieurs ordres de réalités incommensurables entrent en résonance et deviennent commensurables par l'invention d'une dimension qui les articule et par passage à un ordre plus riche en structures. Il s'agit, pour le dire plus simplement, d'une opération par laquelle une activité se propage et s'amplifie.
Le concept de transduction permet à Simondon d'éviter la dichotomie entre le sujet et l'objet : la transduction qui s'opère dans l'esprit est la même que la transformation qui s'opère dans la matière. L'universitaire Pascal Chabot affirme que ce processus est à rapprocher du concept de "durée" chez Henri Bergson, dont Simondon s'inspire.
Ce concept n'a pas eu de notoriété du vivant de son auteur, mais il suscite aujourd'hui beaucoup d'intérêt, selon Isabelle Stengers.

## Bibliographique
Sources primaires
- Gilbert Simondon, L'individuation à la lumière des notions de formes et d'information, Jérôme Millon, 2005.

Sources secondaires
- Bernard Stiegler, Temps et individuations technique, psychique et collective dans l’œuvre de Simondon,  Intellectica. Revue de l'Association pour la Recherche Cognitive, n°26-27, 1998/1-2. Sciences sociales et cognition. pp. 241-256. (Lien vers l'article)
- Pascal Chabot, Simondon lecteur de Bergson, dans la revue Chimères. Revue des schizoanalyses, n°52, hiver 2003, p.81-90. (Lien vers l'article)
- Didier Debaise, Le Langage de l'individuation, Multitudes 2004/4 (no 18), pages 101 à 106, republié sur le site cairn.info. (Lien vers l'article)
- Isabelle Stengers, Résister à Simondon ?, Multitudes, 2004/4 (no 18), pages 55 à 62, republié sur le site cairn.info. (Lien vers l'article)
- Pierre Montebello , « Simondon et la question du mouvement », Revue philosophique de la France et de l'étranger, 2006/3 (Tome 131), p. 279-297. DOI : 10.3917/rphi.063.0279. URL : https://www.cairn.info/revue-philosophique-2006-3-page-279.htm
- Judith Michalet & Emmanuel Alloa, « Transductive ou intensive ? Penser la différence entre Simondon et Deleuze », 2013, La part de l'œil 27/28, Formes et forces. Topologies de l'individuation, Deleuze/Simondon, pp. 203-215.
- Jean-Hugues Barthélémy, « Glossaire Simondon : les 50 grandes entrées dans l’oeuvre », Appareil, 16, 2015, mis en ligne le 09 février 2016, consulté le 6 septembre 2020. URL : http://journals.openedition.org/appareil/2253 ; DOI : https://doi.org/10.4000/appareil.2253